# Catarina Pico della Mirandola
Catarina Pico della Mirandola (em italiano:  Caterina; Mirandola, 1454 — Luzzara, 5 de dezembro de 1501)  foi uma nobre italiana. Ela foi senhora de Carpi pelo seu primeiro casamento com Lionelo I Pio de Saboia, e marquesa de Castel Goffredo, Castiglione e Solferino pelo seu segundo casamento com Rodolfo Gonzaga.

## Família
Catarina foi a filha primogênita do condotiero João Francisco I Pico e de Júlia di Feltrino Boiardo. Os seus avós paternos eram João I Pico e Caterina Bevilacqua. Os seus avós maternos era o conde Feltrino de Scandiano, além de ser prima do poeta renascentista, Matteo Maria Boiardo.
Ela teve sete irmãos, que eram: Giovanni Pico della Mirandola, um filósofo e humanista; Giulia, uma freira; Galeotto I, condotiero; Lucrécia, esposa do senhor Pino III Ordelaffi de Forlì, e Antonio, condotiero.

## Biografia
Em 1473, Catarina casou-se com Lionelo I Pio, filho de Alberto I Pio e de Camilla Contrari de Ferrara. Trouxe consigo um dote de 4000 ducados.
Em 1477, Lionelo legou a soma considerável de 400 ducados de ouro para o estabelecimento de uma biblioteca pública, confiando a operação para o convento de San Nicolo e a sua implementação para sua esposa, Catarina. 
O casal teve três filhos, dois meninos e uma menina. Seu marido faleceu no ano de 1480.
Ela permaneceu viúva até 1484, quando casou-se com Rodolfo Gonzaga. Rodolfo era filho de Luís III Gonzaga, marquês de Mântua e de Bárbara de Brandemburgo.
Eles tiveram seis filhos, quatro meninas e dois meninos. 
Catarina ficou viúva novamente em 6 de julho de 1495, durante a Batalha de Fornovo, na atual comuna de Fornovo di Taro. A marquesa herdou o feudo de Luzzara. 
Ela também foi a benfeitora do convento local dos Agostinianos e da Igreja da Anunciação, ambos reconstruídos no final do século XV.  
Em 5 de dezembro de 1501, Catarina foi envenenada por uma de suas damas de honra chamada Diambra, morbidamente apaixonada por ela, porque ela havia rejeitado suas atenções. Contudo, alguns estudiosos têm dúvidas sobre as motivações do crime. 

## Descendência

### Primeiro casamento
- Catarina Pio, freira;
- Lionelo II Pio de Saboia (m. 1535);
- Alberto III Pio de Saboia (23 de julho de 1475 – 8 de janeiro de 1531), senhor de Carpi, foi marido de Cecilia Orsini, com quem teve três filhos.

### Segundo casamento
- Paula Gonzaga (1486 – 30 de maio de 1519), foi esposa de João Nicolau Trivulzio, conde de Musucco, com quem teve seis filhos;
- [João Francisco Gongaza (2 de fevereiro de 1488 – 18 de dezembro de 1524), senhor de Luzzara, foi marido de Laura Pallavicino, com quem teve oito filhos;
- Lucrécia Gongaza (n. 30 de setembro de 1490);
- Bárbara Gonzaga (n. 30 de setembro de 1490);
- Júlia Gozanga (6 de março de 1493 – 25 de novembro de 1544), freira franciscana no convento da igreja de Santa Paola, em Mântua;
- Aloísio Gonzaga (20 de abril de 1494 – 19 de julho de 1549), senhor de Castel Goffredo , Castiglione e Solferino. Foi primeiro casado com Ginevra Rangoni, e depois foi marido de Caterina Anguissola, com quem teve três filhos.